# 바이크 라이더스
《바이크 라이더스》(영어: The Bikeriders)는 2023년 제작된 미국의 범죄 드라마 영화이다. 제프 니컬스가 감독과 각본을 맡았으며, 대니 라이언의 동명 사진집에서 영감을 받은 작품이다.
이 영화는 2023년 8월 31일 제50회 텔루라이드 영화제에서 초연되었고, 2024년 6월 21일 미국에서 개봉되었다. 원래 20세기 스튜디오에서 2023년 12월 1일 미국에서 극장 개봉될 예정이었으나, 2023년 SAG-AFTRA 파업으로 인해 개봉이 연기되었다.

## 줄거리
1960년대 시카고, 캐시 바우어는 반달스 모터사이클 클럽의 혈기 넘치는 멤버 베니 크로스를 만나 빠르게 결혼한다. 사진작가 학생인 대니 라이언은 반달스 클럽을 따라다니며 인터뷰를 한다. 캐시는 클럽 창립자 조니 데이비스가 영화 'The Wild One'에서 영감을 받아 클럽을 만들었다고 알려준다. 조니는 새로운 지부 설립 제안을 거부하며 클럽 내 권위에 도전을 받지만, 결국 승리하고 클럽 확장을 허용한다. 중서부 지역으로 지부가 확장되면서 클럽의 규모는 커져간다.
1969년, 베니는 클럽 색깔의 옷을 입었다는 이유로 공격을 받고 발에 심각한 부상을 입는다. 조니는 그들을 응징하고 부상에서 회복 중인 베니에게 클럽을 이끌 것을 제안하지만, 베니는 이를 거절한다. 이후, '키드'라는 젊은이가 클럽 가입을 요청하지만 조니는 그를 시험한 후 거부한다. 키드는 조니를 공격하지만 조니에게 제압당한다.
1975년, 라이언은 캐시에게 반달스 클럽의 운명에 대해 묻는다. 캐시는 조니의 부관 브루시가 사고로 사망한 후 클럽이 폭력적으로 변했고, 마약에 중독된 베트남전 참전 용사들이 가입하면서 더욱 악화되었다고 이야기한다. 오랜 클럽 멤버 코크로치는 새로운 멤버들에게 폭행당하고, 캐시는 위기에 처하지만 조니의 도움으로 간신히 벗어난다. 분노한 캐시는 베니에게 클럽을 떠나라고 하지만, 베니는 그 대신 집을 떠난다.
생명의 위협을 느낀 코크로치는 조니에게 도움을 요청하고, 조니와 베니는 코크로치를 안전하게 클럽에서 빼내기 위해 그에게 상처를 입힌 후 떠나도록 한다. 클럽의 폭력성에 실망하고 조니의 리더십 제안을 다시 거절한 베니는 클럽을 떠나 시카고를 떠난다.
한편, 키드는 반달스 밀워키 지부의 멤버가 되어 조니에게 칼 싸움을 걸어 클럽의 리더 자리를 놓고 겨루지만, 결국 조니를 총으로 쏴 죽인다. 키드가 클럽을 장악한 후 반달스 클럽은 마약 거래와 살인에 연루된 거대 범죄 조직으로 변하고, 기존 멤버들은 조직에 따르거나, 떠나거나, 죽음을 맞이한다. 
조니의 죽음을 알게 된 베니는 집으로 돌아오고 캐시의 위로를 받는다. 이후 그들은 플로리다로 이주하여 베니는 정비공으로 일하며 오토바이를 타는 것을 멈춘다. 캐시는 라이언에게 그들이 행복하며 베니는 오토바이 인생을 그리워하지 않는다고 말하며 영화는 끝이 난다.

## 출연진
- 오스틴 버틀러 - 베니 크로스 역
- 조디 코머 - 캐시 바워 역
- 톰 하디 - 조니 데이비스 역
- 마이클 섀넌 - 집코 역
- 마이크 파이스트 - 대니 역
- 보이드 홀브룩 - 캘 역
- 데이먼 헤리먼 - 브루시 역
- 보 냅 - 와후 역
- 에머리 코언 - 코크로치 역
- 칼 글루스먼 - 코키 역
- 토비 월리스 - 키드 역
- 노먼 리더스 - 퍼니 소니 역
- 해피 앤더슨 - 빅 잭 역

## 참고 사항
- 당초 개봉일은 2023년 12월 1일이었으나, 헐리우드 내 배우 파업이 지속되고 배급사가 교체되는 과정에서 무기한 연기되었었다.[2] 결국 2024년 6월 21일로 최종 확정되었다.